# Gospershausen
Gospershausen ist ein untergegangenes Dorf der heutigen Stadt Bad Berleburg im Kreis Siegen-Wittgenstein in Nordrhein-Westfalen. Gospershausen gehörte zum Kirchspiel Elsoff.

## Lage
Der Ort lag nordöstlich von Elsoff im Mennerbachtal, Richtung Hainhof, an der Einmündung des Äpfelbaches in den Mennerbach. Die Siedlungsstelle existiert noch unter dem Flurnamen Kirchenstumpf weiter.

## Geschichte
Erstmals urkundlich erwähnt wird der Ort im Jahre 1059. Der adlige Grundherr Buobo von Elsoff vollzog in diesem Jahre die Abspaltung von der raumländischen Mutterkirche. Um in Elsoff die Messe, Taufe und die Fürbitte der Verstorbenen abhalten zu dürfen, übertrug er der Kirche zu Raumland einen Teil seiner Ländereien. In der dazugehörenden Urkunde tauchen die Ortschaften Schwarzenau, Beddelhausen, Elsoff und Alertshausen auf. Ebenfalls finden sich die im 14. und 15. Jahrhundert wüst gewordenen Dörfer, Breitendelle, Oberruhn und Leinfe wieder. Der Untergang des Dorfes vollzog sich im 16. Jahrhundert. Gründe für den Untergang sind nicht nachweisbar.

## Frühere Namen
- 1059 – Gozbrachtdeshusun
- 1488 – Groszprachteshusen
- 1499 – Gospergeshusen
- 1645 – Gospershausen